# Абонданс
Абонданс (фр. Abondance) насеље је и општина у источној Француској у региону Рона-Алпи, у департману Горња Савоја која припада префектури Тонон ле Бен.
По подацима из 2011. године у општини је живело 1348 становника, а густина насељености је износила 24,14 становника/km². Општина се простире на површини од 55,84 km². Налази се на средњој надморској висини од 930 метара (максималној 2 420 m, а минималној 840 m).

## Демографија
| 1861. | 1881. | 1901. | 1921. | 1954. | 1962. | 1968. | 1975. | 1982. | 1990. | 1999. | 2011. |
| ----- | ----- | ----- | ----- | ----- | ----- | ----- | ----- | ----- | ----- | ----- | ----- |
| 1.446 | 1.460 | 1.456 | 1.274 | 1.307 | 1.089 | 1.115 | 1.134 | 1.152 | 1.251 | 1.294 | 1.348 |

График промене броја становника у току последњих година